# Kontynuacja (informatyka)
Kontynuacja (ang. continuation) – abstrakcyjny konstrukt programistyczny służący do sterowania przepływem programu. Każdy język programowania posiada kontynuacje, ponieważ jest sposób w jaki działają języki programowania, lecz tylko niektóre dają do nich bezpośredni dostęp. W skrócie można powiedzieć. że kontynuacja to następna instrukcja, która ma zostać wykonana, gdy skończy się wykonywać aktualna instrukcja. Gdy język umożliwia bezpośredni dostęp do kontynuacji, możliwy jest powrót do miejsca w którym kontynuacja została utworzona. Dzięki kontynuacjom można zaimplementować takie konstrukcje programistyczne jak wyjątki, współprogramy, czy generatory.
Przykładowym językiem programowania, który daje dostęp do kontynuacji, jest język Scheme. W tym języku kontynuacje są typem pierwszoklasowym. Według specyfikacji języka, powinny się zachowywać dokładnie tak jak funkcje.
W języku Scheme, aby dostać obiekt kontynuacji używa się konstrukcji call-with-current-continuation (lub skrótu call/cc). Jest to tzw. przechwycenie kontynuacji (ang. continuation capture). Mając dostęp do obiektu kontynuacji możliwy jest powrót i kontynuowanie działania programu w miejscu, w którym kontynuacja została przechwycona.
Istnieje także sposób użycia kontynuacji w językach funkcyjnych, które nie dają bezpośredniego dostępu do kontynuacji dzięki tzw. stylowi przekazywania kontynuacji (ang. Continuation-passing style). Jest to specjalny sposób pisania programów, w którym wszystkie kontynuacje są jawne, utworzone dzięki zwykłym funkcjom.

## Przykład
Najprostszym przykładem użycia kontynuacji jest tzw. wczesne wyjście. Język Scheme nie pojada instrukcji return znanej z innych języków programowania, ale dzięki kontynuacjom istnieje możliwość wczesnego wyjścia.
```
(
define
 
(
find
 
item
 
lst
)

  
(
call-with-current-continuation

   
(
lambda
 
(
return
)

     
(
for-each
 
(
lambda
 
(
x
)

                 
(
if
 
(
equal?
 
x
 
item
)

                     
(
return
 
x
))

                 
(
display
 
x
)

                 
(
newline
))

               
lst
))))

(
let
 
((
result
 
(
find
 
'x
 
'
(
a
 
b
 
d
 
x
 
y
 
z
 
f
))))

  
(
display
 
"wynik: "
)

  
(
display
 
result
)

  
(
newline
))

```

Procedura for-each iteruje po wszystkich elementach listy, natomiast funkcja find wywołuje kontynuacje return, która wychodzi z funkcji i nie kontynuuje przetwarzania kolejnych elementów listy, gdy zostanie znaleziony szukany element.

### Przykład CPS
Poniżej przykład stylu przekazywania kontynuacji w języku JavaScript:
```
function
 
silnia
(
n
,
 
cc
)
 
{

  
if
 
(
n
 
==
 
0
)
 
{

    
cc
(
1
);

  
}
 
else
 
{

    
silnia
(
n
-
1
,
 
function
(
t0
)
 
{

      
cc
(
n
 
*
 
t0
)

    
});

  
}

}

silnia
(
10
,
 
function
(
wynik
)
 
{

  
console
.
log
(
wynik
);
 
// 3628800

});

```

W definicji funkcji nie została użyta instrukcja return, tylko kontynuacja w formie funkcji przekazana jako drugi argument.